# Said Nursî
Bediüzzaman Said Nursi kurd származású muszlim vallástudós, aki 1877-ben Kelet-Törökország Van tartományának Nurs nevű községében született, a Van-tó partján. Bediüzzaman előnevének jelentése: „a kor legnagyobb tudósa”. Legfőbb műve a Risale-i nur (A fény üzenete), egy 6000 oldalas, monumentális Korán-magyarázat. 
1960-ban halt meg. Követői, akiket eleinte Risale-i nur tanítványoknak hívtak, 1982-ben négy külön csoportra szakadtak. A legnagyobb csoport a Fethullah Gülen vezette Fény Társasága.
Nursi életéről Szabad ember (Hür adam) címen filmet forgattak.[forrás?]

## Magyarul megjelent művei
- Ragyogások; s.n., Istanbul, s.a.
- Hit és ember. A huszonharmadik szó a Risale-i Nur gyűjteményből; ford. Kiss Zsuzsanna; Sözler, Istanbul, 1998
- A rövid szavak; ford. Kiss Zsuzsanna; Sözler, Istanbul, 1988
- A legnagyobb jel; ford. Kiss Zsuzsanna; Sözler, Istanbul, 2003
- Nyilvánvaló bizonyíték; ford. Yusuf Fuad; Rejhan, Bp., 2010
- Ihszán Kászim al-Szálihi; ford. Fuad Juszuf; Rejhan, Bp., 2012
- A hit igazságai. A huszonkettedik szó; ford. Kiss Zsuzsanna Halima; Ruba, Istanbul, 2012
- Maktúbát. Levelek. A Raszá'ilun-núr gyűjteményből; Rejhan, Bp., 2015
- Útmutatás a fiataloknak. A Riszale-i Nur Gyűjteményből; Sözler, Istanbul, 2015
- Szavak. A Risale-i Nur Gyűjteményből; ford. Yuszuf Fuad; Envar, Istanbul, 2017
- Mózes botja. A Risale-i Nur Gyűjteményből; ford. Kiss Zsuzsanna Halima; Neşriyat, Istanbul, 2018
- Mesnevi-i nuriye. A Risale-i Nur Gyűjteményéből; ford. Yuszuf Fuad; Sözler, Istanbul, 2018